# توم متیوس

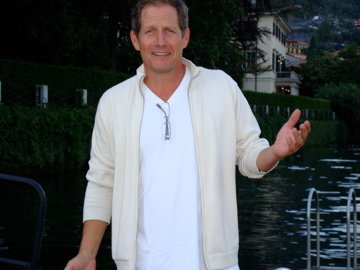
عکسی از توم متیوس

توم متیوس (انگلیسی: Thom Mathews؛ زادهٔ ۲۸ نوامبر ۱۹۵۸) یک هنرپیشه اهل ایالات متحده آمریکا است.
او در فیلم بازگشت مردگان زنده، جمعه سیزدهم بازی کرده‌است.